# Delegación de Linares
| Delegación de Linares    | Delegación de Linares |
| ------------------------ | --------------------- |
| Cabecera:                | Villa de Linares      |
| Cabildo o Municipalidad: | - Linares             |
| Ubicación                |                       |
|                          |                       |

Delegación de Linares, es una división territorial de Chile. Corresponde al antiguo Partido de Linares, que con la Constitución de 1823, cambia de denominación.
Su cabecera estaba en la Villa de Linares.
Con la ley de 30 de agosto de 1826, que organiza la República, integra la nueva Provincia de Maule. 
Con la Constitución de 1833, pasa a denominarse Departamento de Linares

## Límites
La Delegación de Linares limitaba:
- Al Norte con la Delegación de Talca
- Al Este con la Cordillera de Los Andes
- Al Sur con la Delegación de Parral.
- Al Oeste con la Delegación de Cauquenes